# Mikołajew (Łódź)
Mikołajew – osiedle położone w zachodniej części Łodzi w dzielnicy Bałuty.

## Historia
Na przełomie XIX i XX Mikołajew stał się typowym osiedlem podmiejskim, którą to funkcję pełni do dziś.
Od 1867 w gminie Rąbień. W okresie międzywojennym należał do powiatu łódzkiego w woj. łódzkim. W 1921 roku liczba mieszkańców wynosiła 40. 1 września 1933 utworzono gromadę (sołectwo) o nazwie Grabieniec w granicach gminy Rąbień, składającą się ze wsi Grabieniec, Mikołajew i Odzierady. Podczas II wojny światowej włączona do III Rzeszy.
Po wojnie Mikołajew  powrócił na krótko do powiatu łódzkiego woj. łódzkim, lecz już 13 lutego 1946 włączono go do Łodzi.